# Janosch Brugger
Janosch Brugger (Titisee-Neustadt, 6 giugno 1997) è un fondista tedesco.

## Biografia
Brugger, attivo in gare FIS dal febbraio del 2012, in Coppa del Mondo ha esordito l'8 marzo 2017 a Drammen (56°) e ai Campionati mondiali a Seefeld in Tirol 2019, dove è stato 18º nella 15 km e 41º nella sprint, mentre a quelli di Oberstdorf 2021 si è classificato 39º nella 50 km, 28º nella sprint, 12º nella sprint a squadre e 7º nella staffetta. L'anno dopo ai XXIV Giochi olimpici invernali di Pechino 2022, sua prima presenza olimpica, si è piazzato 21º nella 15 km, 38º nella sprint, 23º nella sprint a squadre e 5º nella staffetta; ai Mondiali di Planica 2023 ha vinto la medaglia di bronzo nella staffetta ed è stato 31º nella 15 km, 30º nella sprint e 7º nella sprint a squadre e il 3 dicembre dello stesso anno ha conquistato il primo podio in Coppa del Mondo, a Gällivare in staffetta (3º). Ai Mondiali di Trondheim 2025 si è classificato 37º nella 10 km e 8º nella staffetta.

## Palmarès

### Mondiali
- 1 medaglia:
  - 1 bronzo (staffetta a Planica 2023)

### Mondiali juniores
- 1 medaglia:
  - 1 oro (sprint a Park City 2017)

### Coppa del Mondo
- Miglior piazzamento in classifica generale: 37º nel 2022
- 1 podio (a squadre):
  - 1 terzo posto

#### Coppa del Mondo - competizioni intermedie
- 1 podio di tappa:
  - 1 vittoria

##### Coppa del Mondo - vittorie di tappa
| Data            | Località    | Nazione  | Competizione   | Specialità  |
| --------------- | ----------- | -------- | -------------- | ----------- |
| 2 dicembre 2018 | Lillehammer | Norvegia | Nordic Opening | 15 km TC PU |

Legenda:

TC = tecnica classica

PU = inseguimento